# فرانكي نيوتن
فرانكي نيوتن (بالإنجليزية: William Frank Newton)‏ هو عازف جاز أمريكي، ولد في 4 يناير 1906 في بلاكسبرغ في الولايات المتحدة، وتوفي في 11 مارس 1954 في نيويورك في الولايات المتحدة.

## وصلات خارجية
- فرانكي نيوتن على موقع ميوزك برينز (الإنجليزية)
- فرانكي نيوتن على موقع أول ميوزيك (الإنجليزية)
- فرانكي نيوتن على موقع ديسكوغز (الإنجليزية)